# Cor Herkströter
Cornelius Antonius Johannes (Cor) Herkströter (Venlo, 21 augustus 1937) is een voormalig Nederlands topfunctionaris. Hij is vooral bekend als de voormalig voorzitter van de raad van bestuur van Royal Dutch Shell.
Herkströter studeerde economie en accountancy aan de Economische Hogeschool in Rotterdam (tegenwoordig Erasmus Universiteit Rotterdam). Na zijn studie ging hij werken bij mijnbouwbedrijf Billiton, dat overgenomen wordt door Shell. Bij zijn nieuwe werkgever werkt Herkströter zich op tot voorzitter van de Raad van Bestuur (per 1 juli 1993).
In 1996 reorganiseerde hij de centrale kantoren in Den Haag en Londen en de laboratoria te Amsterdam en Rijswijk. Hij introduceerde het nieuwe Shell, dat zaken anders diende aan te pakken dan waarmee Shell in de voorgaande 100 jaar groot was geworden. Een belangrijk element in dat nieuwe Shell was, dat iedere werknemer de beste in zijn groep moest willen zijn en toch goed diende samen te werken. Het bijbehorende systeem van bonussen in nieuwe werkwijze veroorzaakte dat veel werknemers hun aandacht richtten op persoonlijk voordeel.
In 1998 ging Herkströter met pensioen. Het nadeel van het door hem ingevoerde systeem bleek enkele jaren later, toen aan het licht kwam dat managers voor hun bonus de aangetoonde oliereserves van Shell veel te hoog hadden ingeschat. Het stortte Shell in een financiële crisis. Na zijn bestuursperiode bij Royal Dutch Shell is hij tot 2007 president-commissaris geweest bij de ING Groep. In die hoedanigheid kon hij het met Arthur Martinez, zijn collega bij ABN AMRO, niet eens worden over een fusie.